# Lorenzo Reyes
Lorenzo Enrique Reyes Vicencio (Santiago, Chile, 13 de junio de 1991), conocido deportivamente como Lolo Reyes es un futbolista profesional chileno que se desempeña como centrocampista defensivo y milita en Ñublense de la Primera División de Chile.
Fue internacional absoluto con la Selección de fútbol de Chile entre 2011 y 2018..

## Trayectoria
Se inició a muy temprana edad en la Asociación El Bosque (ANFA), en el Club Deportivo Atlético Valdés.
Debuta en el profesionalismo el día 1 de marzo del 2009, ante el conjunto de Universidad Católica, entrando en el minuto 83 en reemplazo de Leonardo Monje, el partido fue ganado por el conjunto de Huachipato por 2 goles a 0. En ese Campeonato logró tener regularidad, jugando 11 partidos en el Apertura 2009. En ese mismo torneo, Reyes anotó su primer gol por Huachipato el 17 de abril frente a Municipal Iquique en la victoria por 3-1. En el Clausura 2009 logró consolidarse como titular jugando 15 de 17 partidos, aunque la campaña de Huachipato fue mala al terminar penúltimos en la tabla. El Torneo 2010 fue mucho mejor, ya que Huachipato logró quedar sexto en la tabla de posiciones, logrando clasificar a la Liguilla Pre-Libertadores, donde fueron eliminados por Audax Italiano por resultado global de 3-2.
Tras años con bastante regularidad en el equipo, el 2012 el técnico de Huachipato Jorge Pellicer le otorgó la capitanía del equipo debido a su madurez a su corta edad. El mismo año en diciembre, se coronó campeón del Clausura 2012 tras vencer a Unión Española en la tanda de penales (habían perdido 3-1 en la ida y ganaron 3-1 en el partido de vuelta). Esto les hizo clasificar a la Copa Libertadores 2013, donde Reyes jugó 4 partidos y Huachipato no logró pasar la fase grupos quedando tercero del grupo.
En junio del mismo año, es transferido al Real Betis de España, tras firmar un acuerdo tasado en 900.000 euros con Huachipato. Tras haber estado lesionado, lo que le impidió debutar por el club en la Liga BBVA; Reyes debutó por Real Betis el 15 de septiembre del 2013 frente a Valencia ingresando a los 74 minutos del partido que finalizó con victoria por 3-1. Su debut internacional en competencias europeas se produjo el 19 de septiembre frente al Olympique de Lyon como parte de la fase de grupos de la UEFA Europa League, el partido terminó 0-0. En agosto de 2015, fue cedido al C.D. Almería de la segunda división española.
El 30 de enero de 2019, en un partido de Copa México ante los Pumas de la UNAM, se lesionó y tuvo que ser reemplazado por Ismael Govea en el minuto 76. Más tarde, se descubrió que el jugador sufrió la rotura del tendón de Aquiles y que tendrá que ser operado y no volverá a jugar por 6 meses por lo que se perderá la Copa América 2019.

## Selección nacional

### Selección Sub-20
Reyes fue nominado por el técnico César Vaccia para participar en el Sudamericano Sub-20 de 2011 realizado en Perú para tratar de clasificar al Mundial Sub-20 2011 de Colombia y a los Juegos Olímpicos de Londres 2012. En el Sudamericano participó como capitán y anotó el primer gol en el primer partido de la Selección de Chile el 16 de enero en la victoria sobre el local Perú por 2 a 0. El tanto lo hizo al minuto 52 del partido. En el segundo partido, Chile perdió 4-0 con Uruguay el 22 de enero. 2 días después, Reyes jugó en la derrota por 3-1 frente a Argentina. A pesar de la derrota, Chile clasificó a la hexagonal final tras vencer a Venezuela por 3-1. Ya en la hexagonal final, en el primer partido Chile perdió 5-1 frente a Brasil  el 31 de enero. 3 días después, Chile perdió por 3-2 frente a Argentina, perdiendo también el 6 de febrero por 1-0 con Uruguay y el 9 de febrero Chile venció a Colombia por 3-1. Finalmente en el último partido Chile perdió 1-0 con Ecuador el 12 de febrero y no lograron clasificar al Mundial ni a los Juegos Olímpicos. Reyes jugó todos los partidos del Sudamericano.
Tiempo después fue nominado a Chile Sub-25 por el técnico Claudio Borghi para un partido el 2 de septiembre del 2011 contra México Sub-22, ganando 3-1. El 11 de julio de 2012, Reyes jugó por la selección chilena Sub-23 contra la Selección Olímpica de Uruguay, perdiendo por 6-4.
| Competencia         | Sede | Resultado | PJ | Goles |
| ------------------- | ---- | --------- | -- | ----- |
| Sudamericano Sub-20 | Perú | 5.º Lugar | 9  | 1     |

### Selección absoluta
Reyes hizo su debut por la Selección adulta siendo titular en la victoria por 3-2 frente a Paraguay el 21 de diciembre de 2011. El técnico Claudio Borghi lo nominó para jugar el partido de revancha con Paraguay el 15 de enero de 2012, jugando todo el partido en la derrota por 2-0. Debido a sus buenas actuaciones y tras haberse coronado campeón en Huachipato, el nuevo técnico de la Selección Jorge Sampaoli le convocó para los partidos amistosos en enero de 2013 frente a Senegal y Haití, jugando contra Haití con victoria por 3-0. El 24 de abril, Reyes jugó todo el partido en el empate 2-2 con Brasil en Belo Horizonte, donde además logró anular a Ronaldinho.
El 10 de octubre de 2016, el director técnico de la Selección chilena, Juan Antonio Pizzi, convoca de emergencia al jugador para enfrentar el partido contra Perú, válido por la décima fecha de las Clasificatorias Rusia 2018, a raíz de un cuadro gripal que afectó a algunos jugadores del plantel.
El 31 de mayo de 2018 redebuto ante Rumanía en el Sportzentrum Graz-Weinzödl de Graz, Austria después de cinco años desde su último partido. En su redebut perdió la marca en el primer gol rumano, jugando como volante de contención junto al referente de Chile y capitán de dicho partido Gary Medel, fue creciendo con el correr de los minutos y terminó marcando un gol al minuto 51' anotando el 2-1, fue uno de los puntos altos de la "Roja" en la caída por 3-2 ante los europeos.

### Partidos internacionales
Actualizado al 20 de noviembre de 2018
| \| N.º \| Fecha \| Estadio \| Local \| Resultado \| Visitante \| Goles \| Competición \| \| ----- \| ----------------------- \| -------------------------------------------------------- \| ---------- \| --------- \| ---------- \| ----- \| ----------- \| \| 1 \| 21 de diciembre de 2011 \| Estadio La Portada, La Serena, Chile \| Chile \| 3-2 \| Paraguay \| \| Amistoso \| \| 2 \| 15 de febrero de 2012 \| Estadio Feliciano Cáceres, Luque, Paraguay \| Paraguay \| 2-0 \| Chile \| \| Amistoso \| \| 3 \| 19 de enero de 2013 \| Estadio Alcaldesa Ester Roa Rebolledo, Concepción, Chile \| Chile \| 3-0 \| Haiti \| \| Amistoso \| \| 4 \| 24 de abril de 2013 \| Estadio Mineirão, Belo Horizonte, Brasil \| Brasil \| 2-2 \| Chile \| \| Amistoso \| \| 5 \| 31 de mayo de 2018 \| Sportzentrum Graz-Weinzödl, Graz, Austria \| Rumania \| 3-2 \| Chile \| \| Amistoso \| \| 6 \| 4 de junio de 2018 \| Stadion Graz-Liebenau, Graz, Austria \| Serbia \| 0-1 \| Chile \| \| Amistoso \| \| 7 \| 8 de junio de 2018 \| INEA Stadion, Poznań, Polonia \| Polonia \| 2-2 \| Chile \| \| Amistoso \| \| 8 \| 12 de octubre de 2018 \| Hard Rock Stadium, Miami, Estados Unidos \| Perú \| 3-0 \| Chile \| \| Amistoso \| \| 9 \| 16 de noviembre de 2018 \| Estadio El Teniente, Rancagua, Chile \| Chile \| 2-3 \| Costa Rica \| \| Amistoso \| \| 10 \| 20 de noviembre de 2018 \| Estadio Germán Becker, Temuco, Chile \| Chile \| 4-1 \| Honduras \| \| Amistoso \| \| Total \| Total \| Total \| Presencias \| 10 \| Goles \| 1 \| \| |                         |                                                          |            |           |            |       |             |
| N.º | Fecha                   | Estadio                                                  | Local      | Resultado | Visitante  | Goles | Competición |
| 1 | 21 de diciembre de 2011 | Estadio La Portada, La Serena, Chile                     | Chile      | 3-2       | Paraguay   |       | Amistoso    |
| 2 | 15 de febrero de 2012   | Estadio Feliciano Cáceres, Luque, Paraguay               | Paraguay   | 2-0       | Chile      |       | Amistoso    |
| 3 | 19 de enero de 2013     | Estadio Alcaldesa Ester Roa Rebolledo, Concepción, Chile | Chile      | 3-0       | Haiti      |       | Amistoso    |
| 4 | 24 de abril de 2013     | Estadio Mineirão, Belo Horizonte, Brasil                 | Brasil     | 2-2       | Chile      |       | Amistoso    |
| 5 | 31 de mayo de 2018      | Sportzentrum Graz-Weinzödl, Graz, Austria                | Rumania    | 3-2       | Chile      |       | Amistoso    |
| 6 | 4 de junio de 2018      | Stadion Graz-Liebenau, Graz, Austria                     | Serbia     | 0-1       | Chile      |       | Amistoso    |
| 7 | 8 de junio de 2018      | INEA Stadion, Poznań, Polonia                            | Polonia    | 2-2       | Chile      |       | Amistoso    |
| 8 | 12 de octubre de 2018   | Hard Rock Stadium, Miami, Estados Unidos                 | Perú       | 3-0       | Chile      |       | Amistoso    |
| 9 | 16 de noviembre de 2018 | Estadio El Teniente, Rancagua, Chile                     | Chile      | 2-3       | Costa Rica |       | Amistoso    |
| 10 | 20 de noviembre de 2018 | Estadio Germán Becker, Temuco, Chile                     | Chile      | 4-1       | Honduras   |       | Amistoso    |
| Total | Total                   | Total                                                    | Presencias | 10        | Goles      | 1     |             |

| Selección chilena | Selección chilena | Selección chilena |
| Año               | Partidos          | Goles             |
| ----------------- | ----------------- | ----------------- |
| 2011              | 1                 | 0                 |
| 2012              | 1                 | 0                 |
| 2013              | 2                 | 0                 |
| 2018              | 6                 | 1                 |
| Total             | 10                | 1                 |

## Estadísticas
| Club | Div.          | Temporada     | Liga  | Liga  | Copas nacionales(1) | Copas nacionales(1) | Torneos internacionales(2) | Torneos internacionales(2) | Total | Total |
| Club | Div.          | Temporada     | Part. | Goles | Part.               | Goles               | Part.                      | Goles                      | Part. | Goles |
| --- | ------------- | ------------- | ----- | ----- | ------------------- | ------------------- | -------------------------- | -------------------------- | ----- | ----- |
| Huachipato · Chile | 1.ª           | 2009          | 26    | 1     | —                   | —                   | —                          | —                          | 26    | 1     |
| Huachipato · Chile | 1.ª           | 20210         | 19    | 0     | 5                   | 0                   | —                          | —                          | 24    | 0     |
| Huachipato · Chile | 1.ª           | 2011          | 27    | 0     | 6                   | 0                   | —                          | —                          | 33    | 0     |
| Huachipato · Chile | 1.ª           | 2012          | 38    | 0     | 6                   | 0                   | —                          | —                          | 44    | 0     |
| Huachipato · Chile | 1.ª           | 2013          | 13    | 0     | —                   | —                   | 4                          | 0                          | 17    | 0     |
| Huachipato · Chile | Total club    | Total club    | 123   | 1     | 17                  | 0                   | 4                          | 0                          | 144   | 1     |
| Real Betis · España | 1.ª           | 2013-14       | 26    | 1     | 4                   | 0                   | 9                          | 0                          | 39    | 1     |
| Real Betis · España | 2.ª           | 2014-15       | 32    | 0     | 4                   | 0                   | —                          | —                          | 36    | 0     |
| Real Betis · España | Total club    | Total club    | 58    | 1     | 8                   | 0                   | 9                          | 0                          | 75    | 1     |
| Almería · España | 2.ª           | 2015-16       | 36    | 2     | 3                   | 0                   | —                          | —                          | 39    | 2     |
| Almería · España | Total club    | Total club    | 36    | 2     | 3                   | 0                   | 0                          | 0                          | 39    | 2     |
| Universidad de Chile · Chile | 1.ª           | 2016-17       | 28    | 0     | 4                   | 0                   | 2                          | 0                          | 34    | 0     |
| Universidad de Chile · Chile | 1.ª           | 2017          | 15    | 0     | 7                   | 0                   | —                          | —                          | 22    | 0     |
| Universidad de Chile · Chile | 1.ª           | 2018          | 11    | 1     | —                   | —                   | 4                          | 0                          | 15    | 1     |
| Universidad de Chile · Chile | Total club    | Total club    | 54    | 1     | 11                  | 0                   | 6                          | 0                          | 71    | 1     |
| Atlas · México | 1.ª           | 2018-19       | 20    | 0     | 5                   | 0                   | —                          | —                          | 25    | 0     |
| Atlas · México | 1.ª           | 2019-20       | 24    | 0     | 2                   | 0                   | —                          | —                          | 26    | 0     |
| Atlas · México | 1.ª           | 2020-21       | 16    | 0     | —                   | —                   | —                          | —                          | 16    | 0     |
| Atlas · México | Total club    | Total club    | 60    | 0     | 7                   | 0                   | 0                          | 0                          | 67    | 0     |
| Ñublense · Chile | 1.ª           | 2022          | 0     | 0     | 0                   | 0                   | —                          | —                          | 0     | 0     |
| Ñublense · Chile | 1.ª           | 2023          | 0     | 0     | 0                   | 0                   | —                          | —                          | 0     | 0     |
| Ñublense · Chile | 1.ª           | 2024          | 0     | 0     | 0                   | 0                   | —                          | —                          | 0     | 0     |
| Ñublense · Chile | Total club    | Total club    | 0     | 0     | 0                   | 0                   | 0                          | 0                          | 0     | 0     |
| Total carrera | Total carrera | Total carrera | 331   | 5     | 46                  | 0                   | 19                         | 0                          | 396   | 5     |
| (1) Incluye datos de Copa Chile, Copa del Rey, Supercopa de Chile y Copa México. (2) Incluye datos de Copa Libertadores, Liga Europea de la UEFA y Copa Sudamericana. (3) No incluye goles en partidos amistosos. |               |               |       |       |                     |                     |                            |                            |       |       |

## Palmarés

### Campeonatos nacionales
| Título                    | Club                 | País   | Año     |
| ------------------------- | -------------------- | ------ | ------- |
| Primera División de Chile | Huachipato           | Chile  | 2012-C  |
| Liga Adelante             | Real Betis           | España | 2014-15 |
| Primera División de Chile | Universidad de Chile | Chile  | 2017-C  |

### Distinciones individuales
| Distinción                         | Año    |
| ---------------------------------- | ------ |
| Parte del Equipo Ideal de la ANFP  | 2012   |
| Mejor Volante central por el SIFUP | 2013-T |

### Capitán de Huachipato
| Predecesor: Cristian Muñoz | Capitán de Huachipato 2012-2013 | Sucesor: Claudio Muñoz Camilo |